# Lumberjack’s Dynasty
Lumberjack’s Dynasty ist ein Rollenspiel im Stil einer Wirtschafts- und Lebenssimulation, das von UMEO Studios entwickelt und 2021 von Toplitz Productions veröffentlicht wurde. Das Computerspiel ist Teil der Dynasty-Reihe des Publishers, in der der Spieler aus Sicht eines Spielcharakters im jeweiligen thematischen Setting eine neue Dynastie gründet. Das Spiel erschien im April 2020 zunächst im Early Access auf Steam und wurde im Februar des Folgejahres als Vollversion veröffentlicht. Eine Portierung für PlayStation 4, Xbox One und Xbox X|S wurde im Juni 2022 veröffentlicht.

## Handlung
In einer weitläufigen, fiktiven Waldregion startet der Spieler als junger Mann, der gerade einen Hof, eine Sägemühle und ein Waldstück von seinem Vater geerbt hat. Glücklicherweise leben Tante und Onkel direkt nebenan, sodass sie ihn in Empfang nehmen, alles zeigen und natürlich etwas Starthilfe geben – nicht ganz eigennützig, denn aus Geldsorgen planten sie den Verkauf der maroden Anlagen. Die Entscheidung für den Wiederaufbau ist schnell getroffen: Der Spieler tritt in die Fußstapfen seines alten Herrn und beginnt, die Immobilien auf Vordermann zu bringen und zu bewirtschaften, um Tante und Onkel auszahlen zu können.

## Spielmechanik
Der Spielercharakter wird aus der Egoperspektive gesteuert, in Fahrzeugen ist alternativ die Schulterperspektive möglich. Zu Beginn des Spiels werden einige Grundfunktionen wie Bewegung, Reparatur und das charakteristische Fällen und Verarbeiten von Bäumen tutorial-artig erklärt. Der Spielercharakter muss Nahrung zu sich nehmen und im Laufe des simulierten Tag-/Nacht-Zyklus ausreichend schlafen, da er sonst in schlechter körperlicher Verfassung beginnt, unpräzise zu arbeiten.
Hauptelement des Spiels ist die Forstwirtschaft, zu Beginn besitzt der Spieler ein kleines Waldstück, kann jedoch im Verlauf des Spiels auf der frei begeh- und befahrbaren Karte zusätzliche Wälder kaufen und mit Hilfe von rund 15 kaufbaren Fahrzeugen bewirtschaften. Abseits vom hölzernen Geschäft sind weitere Aktivitäten in der Spielwelt möglich, so z. B. Angeln, Gemüseanbau, Imkerei oder das Kochen von Mahlzeiten aus diversen Zutaten.
Der charakteristische Part der Dynasty-Reihe ist ebenfalls enthalten: Hat der Spieler einmal Fuß gefasst, kann er die Frau seines Lebens finden, heiraten und am Ende eine Familie gründen.

## Rezeption
Während die Rezensenten die Grundidee des Spiel loben, das Holzfällerbusiness in entspannter Atmosphäre ohne negative Auswirkungen des eigenen Handelns kennenzulernen, so sind sie sich ebenso einig darin, die Aufgaben des Spielers als eintönig und wenig anspruchsvoll zu sehen. Martin Deppe von GameStar beschreibt die häufigen Reparaturaufgaben als „so anspruchsvoll […], wie gleichzeitig zu sitzen und zu atmen“.
Auch die Darstellung der Spielwelt wird scharf kritisiert, vor allem sich wiederholende und mäßig animierte Charaktermodelle, die geringe Render-Distanz (Objekte und Landabschnitte „ploppen“ bei der Fortbewegung in geringer Entfernung auf), sowie die dadurch entstehende Gefahr von Motion Sickness.
Positiv wird hervorgehoben, dass die Portierung des ursprünglich für den PC entwickelten Spiels auf die Xbox-Konsolen sehr gut gelungen sei.